# Medalha W. R. Browne
A Medalha W. R. Browne (em inglês:  W. R. Browne Medal) é concedida pela Geological Society of Australia "a uma pessoa distinguida por contribuições às ciências geológicas na Austrália". A medalha é denominada em memória de William Rowan Browne.

## Agraciados
- 1979 Edwin Sherbon Hills[2]
- 1981 Dorothy Hill[3]
- 1981 Norman Henry Fisher[2]
- 1984 Haddon King[4]
- 1986 Germaine Joplin
- 1988 Basil Balme[2]
- 1992 David Brown
- 1994 Allan White
- 1996 John R. De Laeter
- 1998 Cecil George Murray
- 2000 Alfons VandenBerg
- 2002 Brenda Franklin
- 2004 Ian Withnall
- 2006 Ken Campbell
- 2008 Jim Ross
- 2010 Anthony Cockbain
- 2012 John Foden